# Martin Bashir
Martin Henry Bashir (Londres, 19 de janeiro de 1963) é um jornalista inglês. Ganhou destaque na televisão britânica com sua entrevista na BBC com Diana, Princesa de Gales e pelo documentário Living with Michael Jackson na ITV. Bashir trabalhou para a BBC até 1999 em programas como Songs of Praise, Public Eye e Panorama e, em seguida, foi para a ITV. Bashir também foi âncora do telejornal Nightline na ABC, comentarista político na MSNBC e colaborador no programa Dateline da NBC. Desde outubro de 2016, Bashir é correspondente de assuntos religiosos na BBC News.

## Biografia
Bashir nasceu e cresceu em Wandsworth, um distrito no sul de Londres. Filho de pais cristãos paquistaneses, Bashir estudou inglês e história de 1982 a 1985 na Universidade de Winchester e no King's College de Londres e começou a trabalhar como jornalista em 1986. Trabalhou para a BBC até 1999 em programas que incluíam Songs of Praise, Public Eye e Panorama e, em seguida, foi para a ITV, trabalhando em programas e documentários especiais para Tonight with Trevor McDonald.
Bashir ganhou grande destaque em 1995, quando entrevistou (para o programa Panorama da BBC) Diana, Princesa de Gales, sobre seu fracassado casamento com o então príncipe Carlos.
Em 2003, Bashir fez uma série de entrevistas com Michael Jackson no documentário Living with Michael Jackson, exibido pela ITV, no qual acompanhou a vida pública e privada do cantor por oito meses. A entrevista foi vista por 14 milhões de espectadores no Reino Unido e 38 milhões nos Estados Unidos. Após a exibição nos Estados Unidos, acusações de pedofilia contra Michael Jackson levaram a um julgamento do cantor por supostos abusos contra o jovem paciente com câncer Gavin Arvizo, que apareceu em vídeo com Jackson. O cantor foi absolvido em 13 de junho de 2005. Michael acusou Martin Bashir de sensacionalismo e produziu um documentário como resposta intitulado Take 2 - The Footage You Were Never Meant To See, com base nas filmagens feitas por seu operador pessoal das entrevistas com Bashir, nas quais são negadas numerosas declarações feitas pelo jornalista.
Em 2005, Bashir foi contratado pela ABC e foi âncora do programa Nightline. Em agosto de 2010, Bashir deixou a ABC e foi para a MSNBC, onde atuou como comentarista político até 4 de dezembro de 2013.

## Vida pessoal
Bashir é fluente em inglês e urdu. Ele se identifica como um cristão e, ocasionalmente, foi visto visitando a Redeemer Presbyterian Church, uma igreja presbiteriana em Nova York. É casado com Deborah Bashir. Junto com sua esposa, Martin tem três filhos: Samuel, Phoebe e Eliza.
Martin Bashir toca baixo e chegou a lançar um álbum de reggae, Bass Lion, em 26 de outubro de 2010.